# Пименов, Михаил Павлович
Михаи́л Па́влович Пи́менов (2 марта 1920, Лысково, Нижегородская губерния, РСФСР — 9 февраля 2005, Киев, Украина) — советский волейболист, игрок сборной СССР (1949—1952). Двукратный чемпион мира, двукратный чемпион Европы, чемпион СССР 1956. Нападающий. Заслуженный мастер спорта СССР (1951).

## Биография
Выступал за команду «Спартак» (Киев). В её составе: серебряный (1951) и дважды бронзовый (1952, 1953) призёр чемпионатов СССР. В составе сборной Украины в 1956 году стал чемпионом СССР и Спартакиады народов СССР.
В сборной СССР в официальных соревнованиях выступал в 1949—1952 годах. В её составе: двукратный чемпион мира (1949 и 1952), двукратный чемпион Европы (1950 и 1951).
В 1952 и 1953 — играющий тренер киевского «Спартака», призёра союзных первенств.
М. П. Пименов — автор множества печатных трудов по технике и тактике волейбола.
Принимал активное участие в организации ветеранских волейбольных турниров.

## Награды
- орден Трудового Красного Знамени (27.04.1957) — «за успехи, достигнутые в деле развития массового физкультурного движения в стране, повышения мастерства советских спортсменов, и успешное выступление на международных соревнованиях»
- медаль «За трудовую доблесть»